# Технотронний документ
Технотронний документ — це такий документ, що створюються за допомогою технічного пристрою (машини) шляхом автоматичного відтворення дійсності (наприклад, фотографії чи звукозапису) або як результат виконання певної програми.

### Види технотронних документів
Поняття «технотронні документи» об'єднує документи, яким притаманне «технічне походження»:
- кінофотофоновідеодокументи;
- мікро-графічні документи;
- оптичні диски;
- цифрові (електронні) документи.

Різновидами технотронних документів є:
- магнітні;
- оптичні;
- магнітооптичні записи звуку;
- зображення писемної або звукової мови.

Серед оптичних документів можна розрізняти:
- фотографічні;
- ксерокопійовані;
- фонодокументи;
- кінодокументи;
- відеодокументи.